# Lille Skensved
Lille Skensved er en lille stationsby på jernbanelinjen Lille Syd på Østsjælland med 1.652 indbyggere  (2024) ca. syv kilometer nordvest for Køge i den nordlige udkant af Køge Kommune. Navrbjerg – den nordøstligste del af byen – ligger i Solrød Kommune. Byen ligger i Højelse Sogn og hører til Region Sjælland.
Den altdominerende virksomhed i byen er CP Kelco – i folkemunde kendt som "Pektinfabrikken". Den fremstiller pektin af citrusskaller og tang fra egen produktion. Fabrikken er den største af sin slags i verden. Den er udflyttet fra Frederiksberg i 1947.
Sydvest for Lille Skensved i retning mod Ejby ligger det privatejede Landbomuseet Lundekrog.
Blandt kendte bysbørn kan nævnes den tidligere verdensmester i Hiphopmix DJ Noize – med det borgerlige navn Kim Sæther.

## Befolkningsudvikling
Lille Skensved Stationsby havde 309 indbyggere i 1925, 301 i 1930, 355 i 1935 og 350 indbyggere i 1940. I 1930, da byen havde 301 indbyggere, var fordelingen efter næringsveje følgende: 47 levede af landbrug, 96 af håndværk og industri, 51 af handel og omsætning, 44 af transport, 1 af immateriel virksomhed, 21 af husgerning, 40 var ude af erhverv og 1 havde ikke oplyst næringsgrundlag.
Lille Skensved fortsatte sin udvikling efter 2. verdenskrig: i 1945 havde byen 369 indbyggere, i 1950 451, i 1955 445, i 1960 457 og i 1965 714 indbyggere.